# Anolis
Anolis, auch Saumfingerechsen, ist eine Gattung kleiner bis mittelgroßer oftmals baumbewohnender Echsen, die zu den Leguanartigen zählt. Anolis ist mit 444 anerkannten Arten die artenreichste Echsengattung.

## Aussehen und Merkmale
Anolis-Arten erreichen eine Kopf-Rumpf-Länge von unter 10 cm bis ca. 30 cm. Sie sind vergleichsweise schlanke Echsen mit spitzzulaufender länglicher Schädelform. Die Augen sind groß und sitzen hoch am Kopf. Der Schwanz nimmt häufig über 60 % der Körperlänge ein.
Die Körperfärbung variiert unter den Arten zwischen gräulich-(dunkel)braunen oder beigen bis intensiv grünen Tönen. Häufig trägt die Haut eine mitunter reich differenzierte Musterung aus Streifen oder Flecken.
Nahezu alle Arten sind außerdem dazu fähig, ihre Farbe ähnlich Chamäleons nach Stimmung zu verändern.

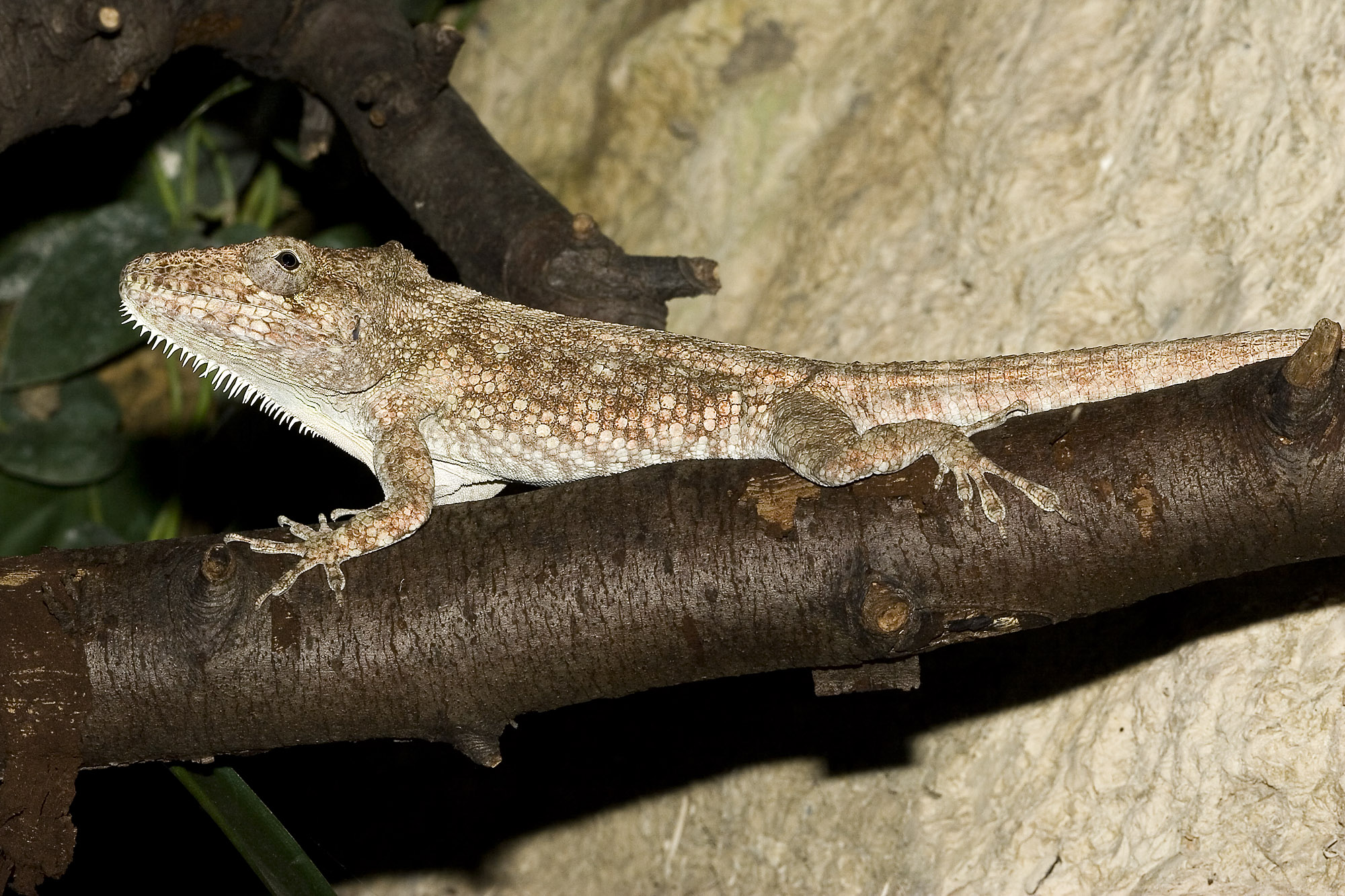
A. barbatus

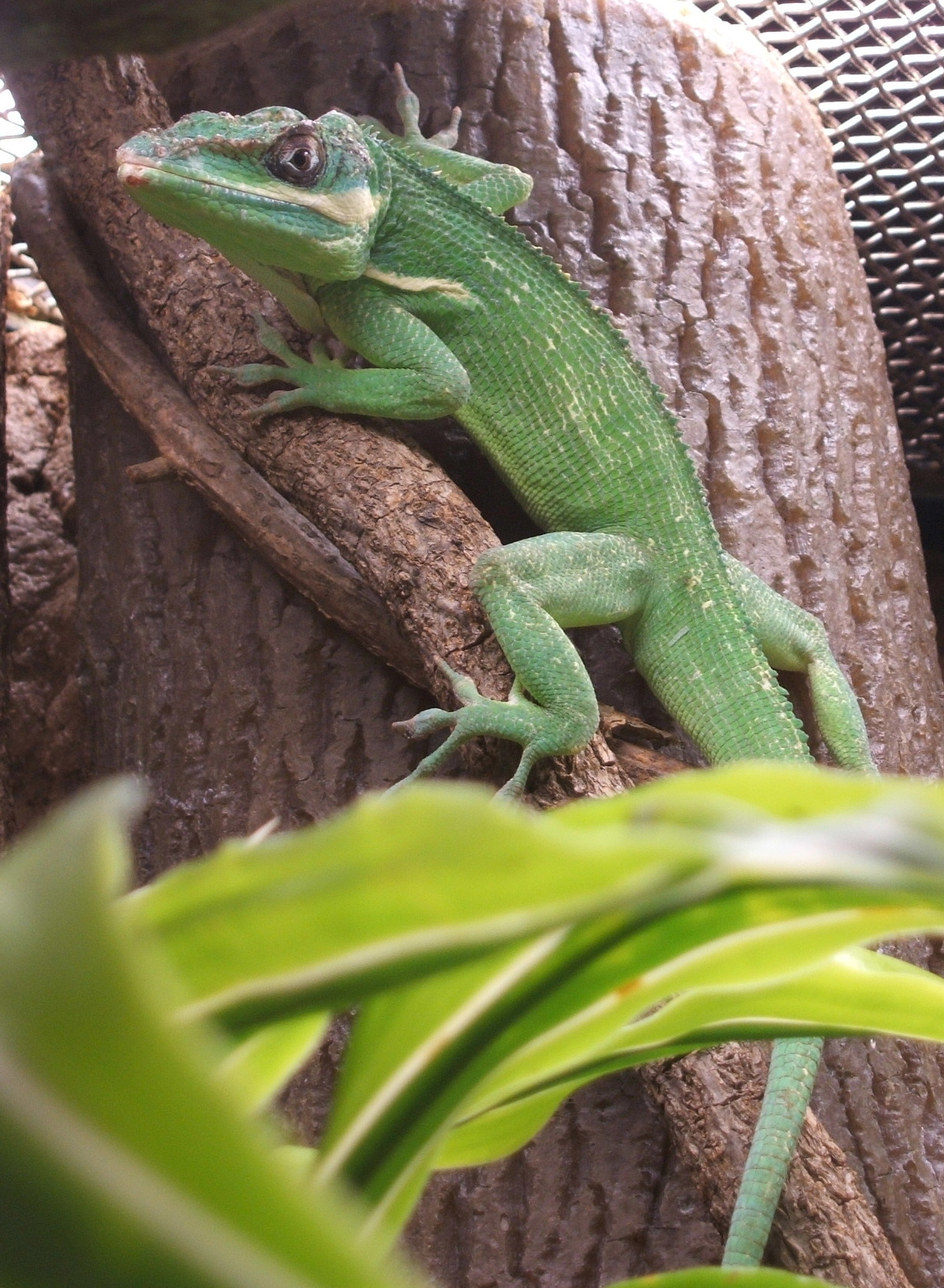
Ritteranolis

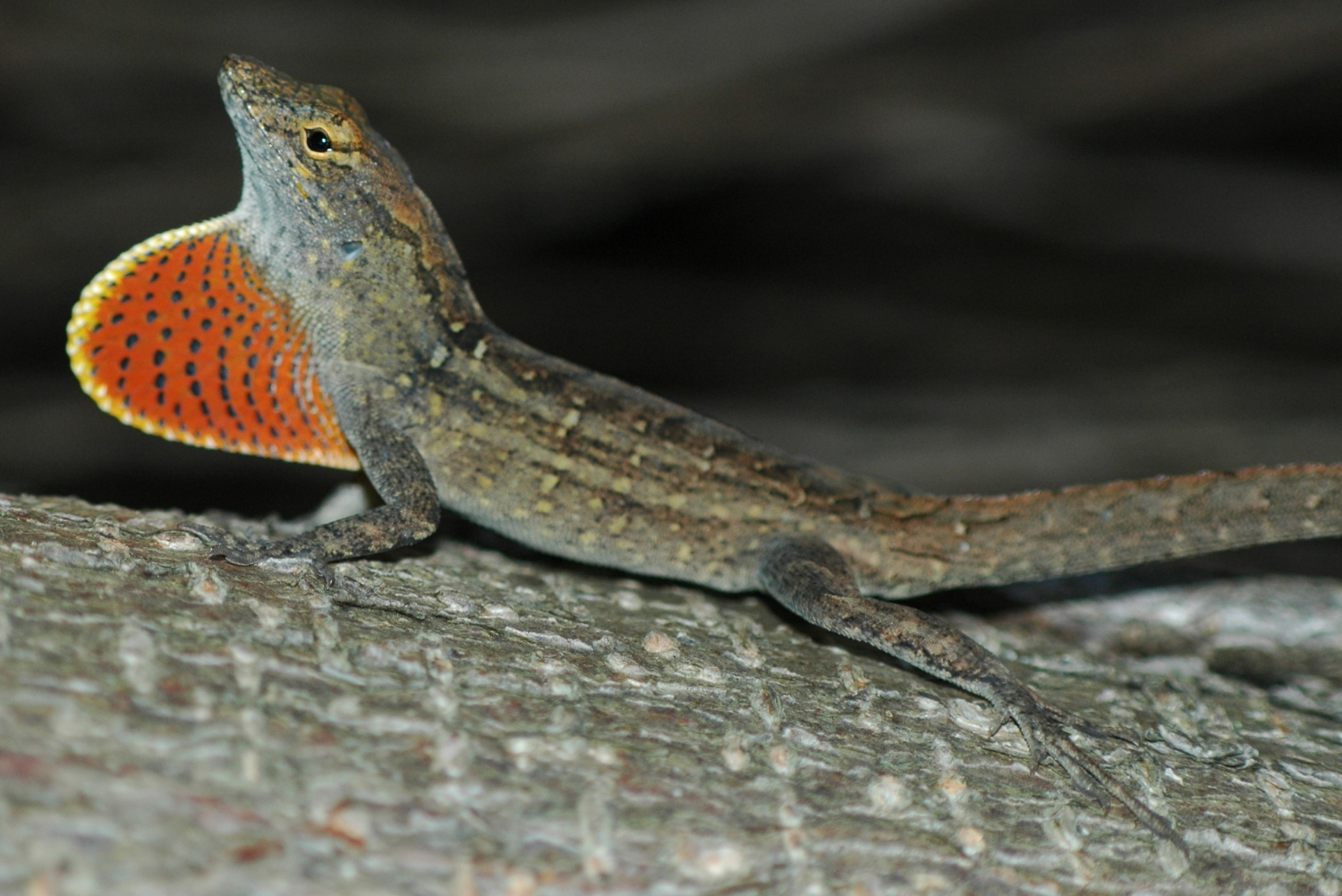
Bahamaanolis

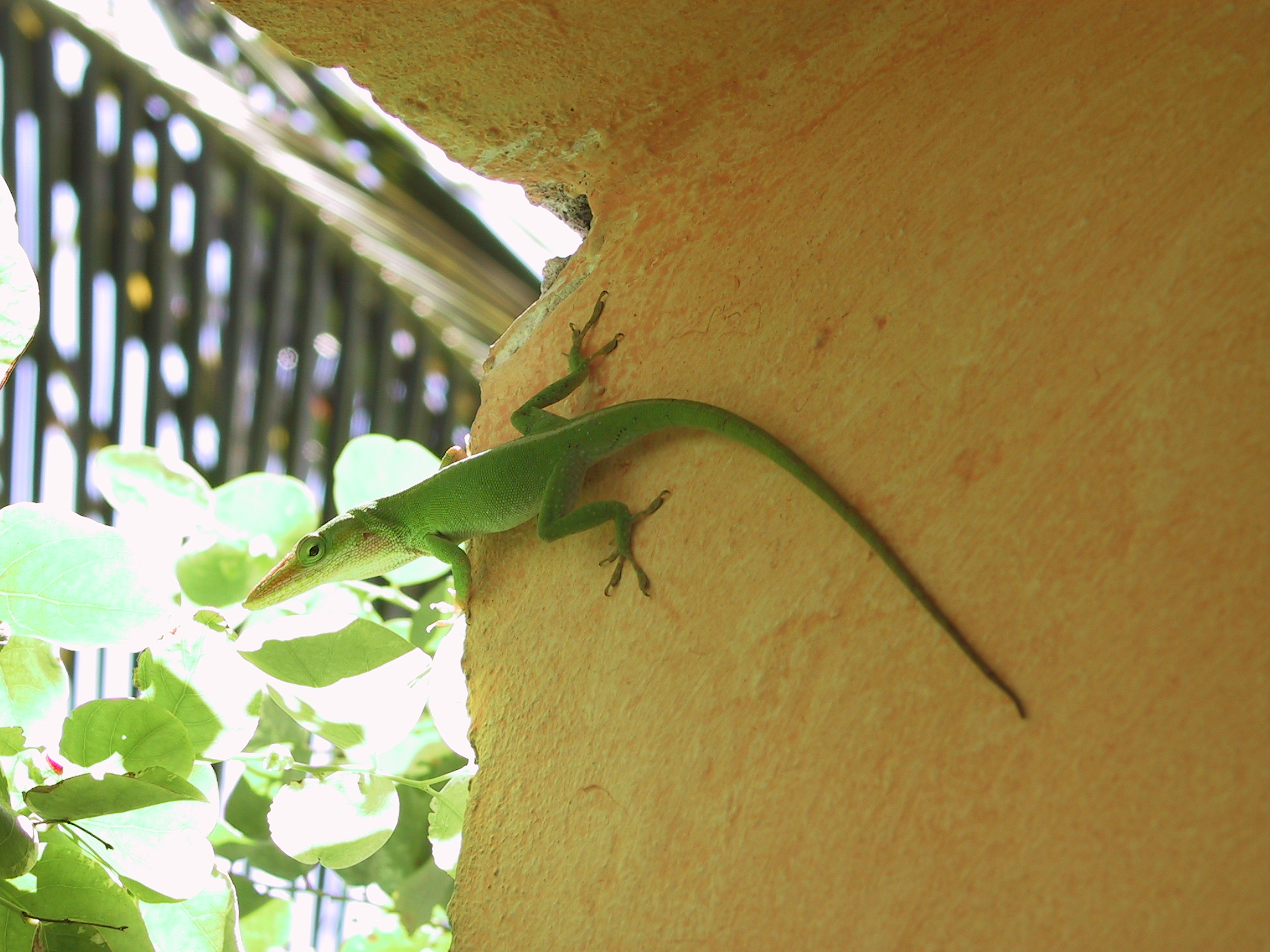
Anolis porcatus, Kuba, Nordküste, in einer Gartenanlage

Die Männchen der meisten Anolis-Arten besitzen eine zur Körperfarbe kontrastierende Kehlfahne, die sie durch Abspreizen ihres Zungenbeines aufstellen können. Die Weibchen besitzen zumeist kleine oder keine Kehlfahnen. Ausnahmen hierzu sind möglich. So gibt es Anolis-Arten, bei denen auch die Weibchen große und farbige Kehlfahnen besitzen oder die Männchen reduzierte oder keine Kehlfahnen aufweisen. Die Männchen nutzen sie in Verbindung mit Kopfnicken zur Werbung bei der Paarung, zur Revierabgrenzung und um Kontrahenten zu beeindrucken. Bei den Weibchen tritt dieses Verhalten seltener zu Tage.
Anolis-Arten besitzen ähnlich wie Geckos „Haftsohlen“ unter ihren Füßen, die durch eine extrem vergrößerte Oberfläche (makroskopisch: Lamellen, mikroskopisch: Härchen) ein Anhaften selbst an glatten Oberflächen ermöglichen. Dies geschieht nicht durch Festsaugen, sondern durch die Van-der-Waals-Kräfte auf molekularer Größenordnung.
Zudem bietet diese Echsengattung ein Anschauungsbeispiel für Konvergenz in der Evolution. Auf mehreren Antillen-Inseln wurden in ähnlichen ökologischen Nischen phänotypisch nahezu identische Arten gefunden, trotz unabhängiger, Millionen von Jahren dauernder Entwicklung.

## Verbreitung
Das Verbreitungsgebiet der Gattung Anolis erstreckt sich über den karibischen Raum sowie die angrenzenden Landmassen der südlichen und südöstlichen USA, Mexikos, Mittel- und Südamerikas, wobei mehr als die Hälfte der Anolisarten auf Inseln endemisch sind. Die folgende Liste zeigt die Anzahl der Anolisarten in besonders artenreichen Gebieten:
- Kuba 64 Arten
- Hispaniola (Dom. Rep. und Haiti) 54 Arten
- Puerto Rico 13 Arten
- Mexiko 58 Arten
- Guatemala 21 Arten
- Honduras 38 Arten
- Costa Rica 39 Arten
- Kolumbien 75 Arten
- Venezuela 24 Arten

## Lebensweise
Anolis sind gute Kletterer und leben auf Bäumen und im Unterholz, einige Arten bewohnen auch zeitweise den Waldboden.
Die Tiere sind territorial und bilden unterschiedliche große Reviere, die verteidigt und je nach Nahrungsangebot und Eignung verändert werden. Die eher kleinen Reviere beinhalten meist verschiedene Versteckmöglichkeiten und Stellen zur Beobachtung der lokalen Umgebung. Je nach Verbreitung leben mehrere Anolis-Arten sympatrisch.

## Ernährung
Anolis ernähren sich überwiegend von verschiedenen Wirbellosen, Arten auf dem Festland fast ausschließlich, während auf Inseln lebende Arten oft auch pflanzliche Bestandteile verzehren. Außerdem sind ein bedeutender Teil der Inselendemiten spezialisierte Ameisenfresser. Insgesamt fressen 45 % der Anolisarten Pflanzen, während von allen Echsenarten nur 26 % pflanzliche Bestandteile fressen. Von den auf Inseln vorkommende Anolisarten fressen 58 % Pflanzen und bei 29 % der auf Inseln lebenden Echsen sind Pflanzen Bestandteil der Ernährung. Auf dem Festland ist es umgekehrt. Dort fressen nur 6,5 % der Anolis Pflanzen, bei den Echsen insgesamt sind es 23 %. Grund für die häufige Omnivorie der Inselanolis ist wahrscheinlich ihre dichtere Population der dortigen Arten, in der Regel leben auf der gleichen Fläche auf Inseln 15 mal so viele Individuen wie auf dem Festland. Zum Insektenfang suchen die auf Inseln lebenden Anolis in der Nacht oder Dämmerung oft Flächen auf, die künstlich beleuchtet werden.

## Systematik
Die Gattung Anolis wurde im Jahr 1802 durch den französischen Zoologen François Marie Daudin eingeführt. Die Gattung wurde einige Zeit den Leguanen (Iguanidae) zugeordnet. 1989 teilten die Herpetologen Daryl Frost und Richard Etheridge die große, damals 700 Arten umfassende Familie Iguanidae in eine Reihe kleinerer Familien auf. Die Anolis kamen dabei zusammen mit den Buntleguanen in die Familie Polychrotidae. Später wurden die Polychrotidae auf die Buntleguane beschränkt und die Anolis kamen in die Familie Dactyloidae, die im Jahr 1843 durch den österreichischen Zoologen Leopold Fitzinger aufgestellt wurde. 2022 wurde die Familienbezeichnung zu Anolidae korrigiert, da dieser Name schon 1836 durch den französischen Herpetologen Jean Théodore Cocteau eingeführt wurde und somit älter ist.
Heute gehören 437 Arten zur Gattung Anolis. Verschiedene Versuche, die Gattung in mehrere Gattungen aufzuteilen, konnten sich bisher nicht durchsetzen und somit sind Audantia, Chamaelinorops, Ctenonotus, Dactyloa, Deiroptyx, Norops und Xiphosurus als Synonyme von Anolis anzusehen.

## Arten
Zur Gattung Anolis gehören derzeit 444 rezente Arten:
- Anolis acutus Hallowell, 1856
- Anolis aeneus Gray, 1840
- Anolis aequatorialis F. Werner, 1898
- Anolis agassizi Stejneger, 1900
- Anolis agueroi (Díaz, Navarro & Garrido, 1998)
- Anolis ahli Barbour, 1925
- Anolis alayoni Estrada & Hedges, 1995
- Anolis alfaroi Estrada & Hedges, 1992
- Anolis aliniger Mertens, 1939
- Anolis allisoni Barbour, 1928
- Anolis allogus Barbour & Ramsden, 1919
- Anolis alocomyos (G. Köhler, Vargas & Lotzkat, 2014)
- Anolis altae Dunn, 1930, Syn.: Anolis achilles
- Anolis altavelensis Noble & Hassler, 1933
- Anolis altitudinalis Garrido, 1985
- Anolis alumina P. E. Hertz, 1976
- Anolis alutaceus Cope, 1861
- Anolis alvarezdeltoroi Nieto Montes de Oca, 1996
- Anolis amplisquamosus (McCranie, Wilson & K. Williams, 1993)
- Anolis anatoloros Ugueto, Rivas, Barros, Sánchez-Pacheco & García-Pérez, 2007
- Anolis anchicayae Poe, Velasco, Miyata & E. Williams, 2009
- Anolis anfiloquioi Garrido, 1980
- Anolis angusticeps Hallowell, 1856
- Anolis anisolepis H. M. Smith, Burley & Fritts, 1968
- Anolis annectens E. Williams, 1974
- Anolis anoriensis Velasco, Gutiérrez-Cárdenas & Quintero-Angel, 2010
- Anolis antioquiae E. Williams, 1985
- Anolis antonii Boulenger, 1908
- Anolis apletolepis G. Köhler & Hedges, 2016
- Anolis apletophallus G. Köhler & Sunyer, 2008
- Anolis apollinaris Boulenger, 1919
- Anolis aquaticus Taylor, 1956
- Anolis arenal (G. Köhler & Vargas, 2019)
- Anolis argenteolus Cope, 1861
- Anolis argillaceus Cope, 1862
- Anolis aridius (G. Köhler, Zimmer, McGrath & Hedges, 2019)
- Anolis armouri (Cochran, 1934)
- Anolis auratus Daudin, 1802
- Anolis aurifer Schwartz, 1968
- Anolis australis (G. Köhler, Zimmer, McGrath & Hedges, 2019)
- Anolis bahorucoensis Noble & Hassler, 1933
- Anolis baleatus (Cope, 1864)
- Anolis baracoae Schwartz, 1964
- Anolis barahonae E. Williams, 1962
- Anolis barbatus (Garrido, 1982)
- Anolis barbouri (Schmidt, 1919)
- Anolis barkeri (Schmidt, 1939)
- Anolis bartschi (Cochran, 1934)
- Anolis beckeri Boulenger, 1881
- Anolis bellipeniculus (Myers & Donnelly, 1996)
- Anolis benedikti Lotzkat, Bienentreu, A. Hertz & G. Köhler, 2011
- Anolis bicaorum (G. Köhler, 1996)
- Anolis bimaculatus (Sparrman, 1784)
- Anolis binotatus W. Peters, 1863
- Anolis biporcatus (Wiegmann, 1834)
- Anolis birama Garrido, 1980
- Anolis bitectus Cope, 1864
- Anolis blanquillanus Hummelinck, 1940
- Anolis boettgeri Boulenger, 1911
- Anolis bombiceps Cope, 1876
- Anolis bonairensis Ruthven, 1923
- Anolis boulengerianus Thominot, 1887, Syn.: Anolis isthmicus
- Anolis brasiliensis Vanzolini & Williams, 1970
- Anolis bremeri Barbour, 1914
- Anolis breslini Schwartz, 1980
- Anolis brevirostris Bocourt, 1870
- Anolis brianjuliani (G. Köhler, Petersen & Méndez de la Cruz, 2019)
- Anolis brooksi (Barbour, 1923)
- Anolis brunneus Cope, 1894
- Anolis caceresae (Hofmann & Townsend, 2018)
- Anolis calimae Ayala, Harris & E. Williams, 1993
- Anolis callainus G. Köhler & Hedges, 2020
- Anolis campbelli (G. Köhler & E. N. Smith), 2008
- Anolis capito W. Peters, 1863
- Anolis caquetae E. Williams, 1974
- Anolis carlliebi G. Köhler, Trejo Pérez, Petersen & Méndez De La Cruz, 2014
- Anolis carlostoddi (E. Williams, Praderio & Gorzula, 1996)
- Rotkehlanolis (Anolis carolinensis Voigt, 1832, Syn.: Anolis baccatus)
- Anolis carpenteri A. A. Echelle, A. F. Echelle & Fitch, 1971
- Anolis casildae Arosemena, Ibáñez & De Sousa, 1991
- Anolis caudalis Cochran, 1932
- Anolis centralis G. Peters, 1970
- Anolis chamaeleonides A. M. C. Duméril & Bibron, 1837
- Anolis charlesmyersi Köhler, 2010
- Anolis chloris Boulenger, 1898, Syn.: Anolis palmeri
- Anolis chlorocyanus A. M. C. Duméril & Bibron, 1837, Syn.: Anolis coelestinus
- Anolis chlorodius G. Köhler & Hedges, 2016
- Anolis christophei E. Williams, 1960
- Anolis chrysolepis A. M. C. Duméril & Bibron, 1837
- Anolis chrysops Lazell, 1964
- Anolis clivicola Barbour & Shreve, 1935
- Anolis cobanensis L. Stuart, 1942
- Anolis compressicauda Smith & Kerster, 1955
- Anolis concolor Cope, 1863
- Anolis confusus Estrada & Garrido, 1991
- Anolis conspersus Garman, 1887
- Anolis cooki Grant, 1931
- Anolis crassulus Cope, 1864
- Anolis cristatellus A. M. C. Duméril & Bibron, 1837
- Anolis cristifer H. M. Smith, 1968
- Anolis cryptolimifrons G. Köhler & Sunyer, 2008
- Anolis cupeyalensis G. Peters, 1970
- Anolis cupreus Hallowell, 1860
- Anolis cuprinus H. M. Smith, 1964
- Anolis cuscoensis Poe, Yañez-Miranda & Lehr, 2008
- Anolis cusuco (McCranie, G. Köhler & Wilson, 2000)
- Anolis cuvieri Merrem, 1820
- Anolis cyanopleurus Cope, 1861
- Anolis cyanostictus Mertens, 1939
- Dickkopfanolis (Anolis cybotes Cope, 1862)
- Anolis cymbops Cope, 1864
- Anolis damulus Cope, 1864
- Anolis danieli E. Williams, 1988
- Anolis darlingtoni (Cochran, 1935)
- Anolis datzorum G. Köhler, Ponce, Sunyer & Batista, 2007
- Anolis delafuentei Garrido, 1982
- Anolis deltae E. Williams, 1974
- Anolis demissus Schwartz, 1969
- Anolis desechensis Heatwole, 1976
- Anolis dissimilis E. Williams, 1965
- Anolis desiradei Lazell, 1964
- Anolis distichus Cope, 1861
- Anolis divius G. Köhler & Hedges, 2016
- Anolis dolichocephalus E. Williams, 1963
- Anolis dollfusianus Bocourt, 1873
- Anolis dominicensis Reinhardt & Lütken, 1863
- Anolis doris Barbour, 1925
- Anolis dracula Yánez-Muñoz, Reyes-Puig, Velasco, Ayala-Varela & Torres-Carjaval, 2018
- Anolis duellmani Fitch & Henderson, 1973
- Anolis dunni H. M. Smith, 1936
- Anolis eladioi G. Köhler & Hedges, 2016
- Anolis elcopeensis Poe, Scarpetta & Schaad, 2015
- Ritteranolis (Anolis equestris Merrem, 1820)
- Anolis ernestwilliamsi Lazell, 1983
- Anolis etheridgei E. Williams, 1962
- Anolis eugenegrahami Schwartz, 1978
- Anolis eulaemus Boulenger, 1908
- Anulis euskalerriari (Barros, E. Williams & Viloria, 1996)
- Anolis evermanni Stejneger, 1904
- Anolis extremus Garman, 1887
- Anolis fairchildi Barbour & Shreve, 1935
- Anolis fasciatus Boulenger, 1885
- Anolis favillarum Schwartz, 1968
- Anolis ferreus (Cope, 1864)
- Anolis festae Peracca, 1904
- Anolis fitchi Williams & Duellman, 1984
- Anolis forresti Barbour, 1923
- Anolis fortunensis Arosemena & Ibanez, 1993
- Anolis fowleri Schwartz, 1973
- Anolis fraseri Günther, 1859
- Anolis frenatus Cope, 1899
- Anolis fugitivus Garrido, 1975
- Anolis fungosus Myers, 1971
- Anolis fuscoauratus D’Orbigny, 1837, Syn.: Anolis bocourtii
- Anolis gadovii Boulenger, 1905
- Anolis gaigei Ruthven, 1916
- Jamaika-Anolis (Anolis garmani Stejneger, 1899)
- Anolis garridoi Diaz, Estrada & Moreno, 1996
- Anolis gemmosus O’Shaughnessy, 1875, Syn.: Anolis andianus
- Anolis gibbiceps Cope, 1864
- Anolis ginaelisae (Lotzkat, A. Hertz, Bienentreu & Köhler, 2013)
- Anolis gingivinus Cope, 1864
- Anolis gonavensis G. Köhler & Hedges, 2016
- Anolis gorgonae Barbour, 1905
- Anolis gracilipes Boulenger, 1898
- Anolis grahami Gray, 1845
- Anolis granuliceps Boulenger, 1898
- Anolis griseus Garman, 1887
- Anolis gruuo G. Köhler, Ponce, Sunyer & Batista, 2007
- Anolis guafe Estrada & Garrido, 1991
- Anolis guamuhaya (Garrido, Pérez-Beato & Moreno, 1991)
- Anolis guazuma Garrido, 1984
- Anolis gundlachi W. Peters, 1877
- Anolis haguei L. Stuart, 1942
- Anolis hendersoni Cochran, 1923
- Anolis heterodermus A. H. A. Duméril, 1851
- Anolis heteropholidotus Mertens, 1952
- Anolis higuey (G. Köhler, Zimmer, McGrath & Hedges, 2019)
- Anolis hispaniolae (G. Köhler, Zimmer, McGrath & Hedges, 2019)
- Anolis hobartsmithi Nieto-Montes de Oca, 2001
- Anolis homolechis (Cope, 1864)
- Anolis huilae Williams, 1982
- Anolis humilis W. Peters, 1863
- Anolis hyacinthogularis Torres-Carvajal, Ayala-Varela, Lobos, Poe & Narvaez, 2017
- Anolis ibague Williams, 1975
- Anolis ibanezi Poe, Latella, Ryan & Schaad, 2009
- Anolis ignigularis Mertens, 1939
- Anolis imias Ruibal & Williams, 1961
- Anolis immaculogularis G. Köhler, Trejo Pérez, Petersen & Méndez De La Cruz, 2014
- Anolis impetigosus Cope, 1864
- Anolis incredulus Garrido & Moreno, 1998
- Anolis inderenae (Rueda & Hernández-Camacho, 1988)
- Anolis inexpectatus Garrido & Estrada, 1989
- Anolis insignis Cope, 1871
- Anolis insolitus Williams & Rand, 1969
- Anolis isolepis (Cope, 1861)
- Anolis jacare Boulenger, 1903
- Anolis johnmeyeri Wilson & McCranie, 1982
- Anolis juangundlachi Garrido, 1975
- Anolis jubar Schwartz, 1968
- Anolis kahouannensis Lazell, 1964
- Anolis kathydayae Poe & Ryan, 2017
- Anolis kemptoni Dunn, 1940
- Anolis koopmani Rand, 1961
- Anolis kreutzi (McCranie, G. Köhler & Wilson, 2000)
- Anolis krugi W. Peters, 1877
- Anolis kunalayae Hulebak, Poe, Ibánez & Williams, 2007
- Anolis laevis (Cope, 1876)
- Anolis laeviventris (Wiegmann, 1834), Syn.: Anolis intermedius, Anolis nannodes
- Anolis lamari Williams, 1992
- Anolis landestoyi Mahler et al., 2016
- Anolis latifrons Berthold, 1846
- Anolis leachii A. M. C. Duméril & Bibron, 1837
- Anolis leditzigorum (G. Köhler, Vargas & Lotzkat, 2014)
- Anolis lemniscatus Boulenger, 1898
- Anolis lemurinus Cope, 1861
- Anolis leucodera G. Köhler & Hedges, 2016
- Anolis limifrons Cope, 1871
- Anolis limon Velasco & Hurtado-Gómez, 2014
- Anolis lineatopus Gray, 1840
- Anolis lineatus Daudin, 1802
- Anolis liogaster Boulenger, 1905, Syn.: Anolis adleri
- Anolis lionotus Cope, 1861
- Anolis litoralis Garrido, 1975
- Anolis lividus Garman, 1888
- Anolis longiceps Schmidt, 1919
- Anolis longitibialis Noble, 1923
- Anolis lososi Torres-Carvajal, Ayala-Varela, Lobos, Poe & Narvaez, 2017
- Anolis loveridgei (Schmidt, 1936)
- Anolis loysianus A. M. C. Duméril & Bibron, 1837
- Anolis luciae Garman, 1888
- Anolis lucius A. M. C. Duméril & Bibron, 1837
- Anolis luteogularis Noble & Hassler, 1935
- Anolis luteosignifer Garman, 1888
- Anolis lynchi Miyata, 1985
- Anolis lyra Poe, Velasco, Miyata & Williams, 2009
- Anolis macilentus Garrido & Hedges, 1992
- Anolis macrinii H. M. Smith, 1968
- Anolis macrolepis Boulenger, 1911
- Anolis macrophallus F. Werner, 1917
- Anolis maculigula E. Williams, 1984
- Anolis maculiventris Boulenger, 1898
- Anolis magnaphallus Poe & Ibánez, 2007
- Anolis maia (Batista, Vesely, Mebert, Lotzkat & G. Köhler, 2015)
- Anolis marcanoi E. Williams, 1975
- Anolis mariarum Barbour, 1932
- Anolis marmoratus A. M. C. Duméril & Bibron, 1837
- Anolis marron Arnold, 1980
- Anolis marsupialis Taylor, 1956
- Anolis matudai H. M. Smith, 1956
- Anolis maynardi Garman, 1888
- Anolis mccraniei (G. Köhler, Townsend & Petersen, 2016)
- Anolis medemi Ayala & E. Williams, 1988
- Anolis megalopithecus (Rueda-Almonacid, 1989)
- Anolis megapholidotus H. M. Smith, 1933
- Anolis menta Ayala, Harris & E. Williams, 1984
- Anolis meridionalis Boettger, 1885
- Anolis mestrei Barbour & Ramsden, 1916
- Anolis microlepidotus Davis, 1954
- Anolis microlepis Álvarez del Toro & H. M. Smith, 1956
- Anolis microtus Cope, 1871
- Anolis milleri H. M. Smith, 1950
- Anolis mirus E. Williams, 1963
- Anolis monensis Stejneger, 1904
- Anolis monteverde G. Köhler, 2009
- Anolis monticola Shreve, 1936
- Anolis morazani Townsend & Wilson, 2009
- Anolis muralla (G. Köhler, McCranie & Wilson, 1999)
- Anolis nasofrontalis Amaral, 1933
- Anolis naufragus (Campbell, Hillis & Lamar, 1989)
- Anolis neblininus (Myers, Williams & McDiarmid, 1993)
- Anolis nebuloides Bocourt, 1873, Syn.: Anolis simmonsi
- Anolis nebulosus (Wiegmann, 1834), Syn.: Anolis schmidti
- Anolis neglectus Prates, Melo-Sampaio, De Queiroz, Carnaval, Rodrigues & Oliveira-Drummond, 2019
- Anolis nelsoni Barbour, 1914
- Anolis nicefori (Dunn, 1944)
- Anolis nietoi G. Köhler, Trejo Pérez, Petersen & Méndez De La Cruz, 2014
- Anolis nigrolineatus Williams, 1965
- Anolis noblei Barbour & Shreve, 1935
- Anolis notopholis Boulenger, 1896
- Anolis nubilis Garman, 1888
- Anolis occultus Williams & Rivero, 1965
- Anolis ocelloscapularis (G. Köhler, McCranie & Wilson, 2001)
- Anolis oculatus (Cope, 1879)
- Anolis oligaspis Cope, 1894
- Anolis olssoni Schmidt, 1919
- Anolis omiltemanus Davis, 1954
- Anolis onca (O’Shaughnessy, 1875)
- Anolis opalinus Gosse, 1850
- Anolis ophiolepis Cope, 1862
- Anolis oporinus Garrido & Hedges, 2001
- Anolis orcesi (Lazell, 1969)
- Anolis ortonii Cope, 1868
- Anolis osa G. Köhler, Dehling & J. Köhler, 2010
- Anolis otongae Ayala-Varela & Velasco, 2010
- Anolis oxylophus Cope, 1868
- Anolis pachypus Cope, 1876
- Anolis paravertebralis Bernal-Carlo & Roze, 2005
- Anolis parilis Williams, 1975
- Anolis parvauritus (Williams, 1966)
- Anolis parvicirculatus Álvarez del Toro & H. M. Smith, 1956
- Anolis paternus Hardy, 1967
- Anolis pecuarius Schwartz, 1969
- Anolis pentaprion Cope, 1863
- Anolis peraccae Boulenger, 1898
- Anolis peruensis Poe, Latella, Ayala-Varela, Yañez-Miranda & Torres-Carvajal, 2015
- Anolis petersii Bocourt, 1873
- Anolis peucephilus G. Köhler, Trejo-Pérez, Petersen & Mendez De La Cruz, 2014
- Anolis peynadoi Mertens, 1939
- Anolis phyllorhinus Myers & Carvalho, 1945
- Anolis pigmaequestris Garrido, 1975
- Anolis pijolensis (McCranie, Wilson & Williams, 1993)
- Anolis pinchoti Cochran, 1931
- Anolis placidus Hedges & Thomas, 1989
- Anolis planiceps Troschel, 1848, Syn.: Anolis eewi
- Anolis podocarpus Ayala-Varela & Torres-Carvajal, 2010
- Anolis poecilopus Cope, 1862
- Anolis poei Ayala-Varela, Troya-Rodrguez, Talero-Rodriguez & Torres-Carvajal, 2014
- Anolis pogus Lazell, 1972
- Anolis polylepis W. Peters, 1874
- Anolis poncensis Stejneger, 1904
- Anolis porcatus Gray, 1840
- Anolis porcus (Cope, 1864)
- Anolis prasinorius G. Köhler & Hedges, 2016
- Anolis princeps Boulenger, 1902
- Anolis proboscis J. Peters & Orces, 1956
- Anolis properus Schwartz, 1968
- Anolis propinquus Williams, 1984
- Anolis pseudokemptoni G. Köhler, Ponce, Sunyer & Batista, 2007
- Anolis pseudopachypus G. Köhler, Ponce, Sunyer & Batista, 2007
- Anolis pseudotigrinus Amaral, 1933
- Anolis pulchellus A. M. C. Duméril & Bibron, 1837
- Anolis pumilus Garrido, 1988
- Anolis punctatus Daudin, 1802, Syn.: Anolis philopunctatus
- Anolis purpurescens Cope, 1899, Syn.: Anolis chocorum
- Anolis purpurgularis (McCranie, Méndez De La Cruz & Holm, 1993)
- Anolis purpuronectes Gray, Meza-Lazaro, Poe & Nieto-Montes De Oca, 2016
- Anolis pygmaeus Álvarez del Toro & H. M Smith, 1956
- Anolis quadriocellifer (Barbour & Ramsden, 1919)
- Anolis quaggulus Cope, 1885
- Anolis quercorum Fitch, 1979
- Anolis ravifaux Schwartz & Henderson, 1982
- Anolis ravitergum Schwartz, 1968
- Anolis reconditus Underwood & Williams, 1959
- Anolis rejectus Garrido & Schwartz, 1972, Syn.: Anolis mimus
- Anolis richardii A. M. C. Duméril & Bibron, 1837
- Anolis ricordii A. M. C. Duméril & Bibron, 1837
- Anolis rimarum Thomas & Schwartz, 1967
- Anolis rivalis Williams, 1984
- Anolis roatanensis (G. Köhler & McCranie, 2001)
- Anolis rodriguezii Bocourt, 1873
- Roosevelts Anolis (Anolis roosevelti Grant, 1931)
- Anolis roquet (Bonnaterre, 1789)
- Anolis rubiginosus Bocourt, 1873, Syn.: Anolis polyrhachis
- Anolis rubribarbaris (G. Köhler, McCranie & Wilson 1999)
- Anolis rubribarbus Barbour & Ramsden, 1919
- Anolis ruibali Navarro & Garrido, 2004
- Anolis ruizi Rueda & Williams, 1986
- Anolis rupinae Williams & Webster, 1974
- Pantheranolis (Anolis sabanus Garman, 1887)
- Anolis sacamecatensis G. Köhler, Trejo Pérez, Petersen & Méndez De La Cruz, 2014
- Bahamaanolis (Anolis sagrei A. M. C. Duméril & Bibron, 1837, Syn.: Anolis greyi, Anolis ordinatus)
- Anolis salvini Boulenger, 1885
- Anolis santamartae E. Williams, 1982
- Anolis savagei Poe & Ryan, 2017
- Anolis saxatilis Mertens, 1938
- Anolis schiedei (Wiegmann, 1834)
- Anolis schwartzi Lazell, 1972
- Anolis scriptus Garman, 1887
- Anolis scypheus Cope 1864
- Anolis semilineatus Cope, 1864
- Anolis sericeus Hallowell, 1856, Syn.: Anolis cummingii, Anolis williamsii, Anolis longicauda
- Anolis serranoi (G. Köhler, 1999)
- Anolis sheplani Schwartz, 1974
- Anolis shrevei (Cochran, 1939)
- Anolis sierramaestrae Holáňová, Rehák & Frynta, 2012
- Anolis singularis E. Williams, 1965
- Anolis smallwoodi Schwartz, 1964
- Anolis smaragdinus Barbour & Shreve, 1935
- Anolis sminthus Dunn & Emlen, 1932
- Anolis soinii Poe & Yañez-Miranda, 2008
- Anolis solitarius Ruthven, 1916
- Anolis spectrum W. Peters, 1863
- Anolis spilorhipis (Alvarez Del Toro & H. M. Smith, 1956)
- Anolis squamulatus W. Peters, 1863
- Anolis stevepoei G. Köhler, Trejo Pérez, Petersen & Méndez De La Cruz, 2014
- Anolis strahmi Schwartz, 1979
- Anolis stratulus Cope, 1861
- Anolis subocularis Davis, 1954
- Anolis sulcifrons Cope, 1899
- Anolis tandai Avila-Pires, 1995
- Anolis taylori H. M. Smith & Spieler, 1945
- Anolis tenorioensis G. Köhler, 2011
- Anolis terraealtae Barbour, 1915
- Anolis terueli Navarro, Fernandez & Garrido, 2001
- Anolis tetarii (Barros, Williams & Viloria, 1996)
- Anolis tigrinus W. Peters, 1863
- Anolis toldo Fong & Garrido, 2000
- Anolis tolimensis F. Werner, 1916
- Anolis townsendi Stejneger, 1900
- Anolis trachyderma Cope, 1876
- Anolis transversalis A. H. A. Duméril, 1851
- Anolis trinitatis Reinhardt & Lütken 1862
- Anolis triumphalis (Nicholson & G. Köhler, 2014)
- Anolis tropidogaster Hallowell, 1856, Syn.: Anolis radulinus
- Anolis tropidolepis Boulenger, 1885
- Anolis tropidonotus W. Peters, 1863
- Anolis umbrivagus Bernal-Carlo & Roze, 2005
- Anolis uniformis Cope, 1885
- Anolis unilobatus G. Köhler & Vesely, 2010
- Anolis urraoi Grisales-Martínez, Velasco, Bolívar, Williams & Daza, 2017
- Anolis ustus Cope, 1864
- Anolis utilensis (G. Köhler, 1996)
- Anolis valencienni A. M. C. Duméril & Bibron, 1837
- Anolis vanidicus Garrido & Schwartz, 1972
- Anolis vanzolinii (Williams, Orces, Matheus & Bleiweiss, 1996)
- Anolis vaupesianus Williams, 1982
- Anolis ventrimaculatus Boulenger, 1911
- Wasseranolis (Anolis vermiculatus Cocteau, 1837)
- Anolis vescus Garrido & Hedges
- Anolis vicarius Williams, 1986
- Anolis villai Fitch & Henderson, 1976
- Anolis vinosus Schwartz, 1968
- Anolis viridius Köhler & Hedges, 2016
- Anolis vittigerus Cope, 1862
- Anolis wampuensis (McCranie & G. Köhler, 2001)
- Anolis wattsii Boulenger, 1911
- Anolis websteri Arnold, 1980
- Anolis wellbornae Ahl, 1940
- Anolis wermuthi (G. Köhler & Obermeier, 1998)
- Anolis williamsmittermeierorum Poe & Yañez-Miranda, 2007
- Anolis wilsoni (G. Köhler, Townsend & Petersen, 2016)
- Anolis woodi Dunn, 1940, Syn.: Anolis attenuatus
- Anolis yoroensis (McCranie, Nicholson & G. Köhler, 2001)
- Anolis zapotecorum G. Köhler, Trejo Perez, Petersen & Mendez de la Cruz, 2014
- Anolis zeus (G. Köhler & McCranie, 2001)

## Anolis und Menschen
Viele Anolis-Arten sind beliebte Terrarien-Tiere und werden weltweit von Reptilienhaltern gepflegt. Die in der Heimtierhaltung bekannteste Art ist der Rotkehlanolis (Anolis carolinensis) aus Florida.
Dieselbe Art war auch das erste Reptil, dessen Genom vollständig sequenziert wurde.

## Belege
1. ↑  Forschung auf senckenberg.de, abgerufen am 24. November 2014.
2. 1 2 3  
Anolis In: The Reptile Database; abgerufen am 22. August 2022.
3. ↑  Largest genus of lizards. Abgerufen am 15. April 2021 (deutsch).
4. ↑  D. Luke Mahler, Travis Ingram, Liam J. Revell, Jonathan B. Losos: Exceptional Convergence on the Macroevolutionary Landscape in Island Lizard Radiations. In: Science. Band 341, Nr. 6143, 2013, S. 292–295, doi:10.1126/science.1232392.
5. ↑  Rodda, 2020, S. 174.
6. ↑  Rodda, 2020, S. 173.
7. ↑  Rodda, 2020, S. 174 u. 175.
8. ↑  
Daudin, F.M. 1802. Histoire naturelle, générale et particulière, des reptiles : ouvrage faisant suite à l'Histoire naturelle générale et particulière, composée par Leclerc de Buffon, et rédigée par C.S. Sonnini. Tome Quatrième. L'Imprimerie de F. Dufart: Paris. 397 pp. + plates XLVI–XLVIII. im Biodiversity Heritage Library.
9. ↑  
Darrel R. Frost, Richard Etheridge: A phylogenetic analysis and taxonomy of iguanian lizards (Reptilia: Squamata) (= University of Kansas. Museum of Natural History. Miscellaneous Publication. Nr. 81). University of Kansas, Lawrence KS 1989, ISBN 0-89338-033-4.
10. ↑  
Fitzinger, L. 1843. Systema Reptilium. Fasciculus primus. Amblyglossae. Braumüller et Seidel: Wien. vi + 106 pp. BHL Seite dieser Quellenangabe.im Biodiversity Heritage Library.
11. ↑  
Jean Théodore Cocteau (1836): Révision de la famille des Anolis, à l’occasion d’un nouveau genre de ce groupe de reptiles sauriens (Achantolis) rapporté de Cuba par M. de la Sagra. L’Institut 4:286–287
12. ↑  
Kevin de Queiroz: The Correct Name for the Taxon Ranked as a Family Containing the Genus Anolis under Rank-based Nomenclature and the Author of the Name Anolis loysiana. Herpetological Review, 2022, 53(3), S. 418–420. © 2022 by Society for the Study of Amphibians and Reptiles
13. ↑  
Kirsten E. Nicholson, Brian I. Crother, Craig Guyer, Jay M. Savage: It is time for a new classification of anoles (Squamata: Dactyloidae).  (= Zootaxa. Band 3477). Magnolia Press, Auckland 2012, ISBN 978-1-77557-010-3, Digitalisat (PDF; 8,2 MB).
14. ↑  
Steven Poe: New genera of anoles (Squamata: Dactyloidae) are unwarranted. In: Zootaxa. Band 3626, Nr. 2, 2013, S. 295–299, doi:10.11646/zootaxa.3626.2.7.
15. ↑  
Steven Poe, Adrián Nieto-montes de oca, Omar Torres-carvajal, Kevin De Queiroz, Julián A. Velasco, Brad Truett, Levi N. Gray, Mason J. Ryan, Gunther Köhler, Fernando Ayala-varela: A Phylogenetic, Biogeographic, and Taxonomic study of all Extant Species of Anolis (Squamata; Iguanidae). In: Systematic Biology. Band 66, Nr. 5, 2017, S. 663–697, doi:10.1093/sysbio/syx029.
16. ↑  
Kirsten E. Nicholson, Brian I. Crother, Craig Guyer, Jay M. Savage: Translating a clade based classification into one that is valid under the international code of zoological nomenclature: the case of the lizards of the family Dactyloidae (Order Squamata). In: Zootaxa. Band 4461, Nr. 4, 2018, S. 573–586, doi:10.11646/zootaxa.4461.4.7.